# 陳巧文

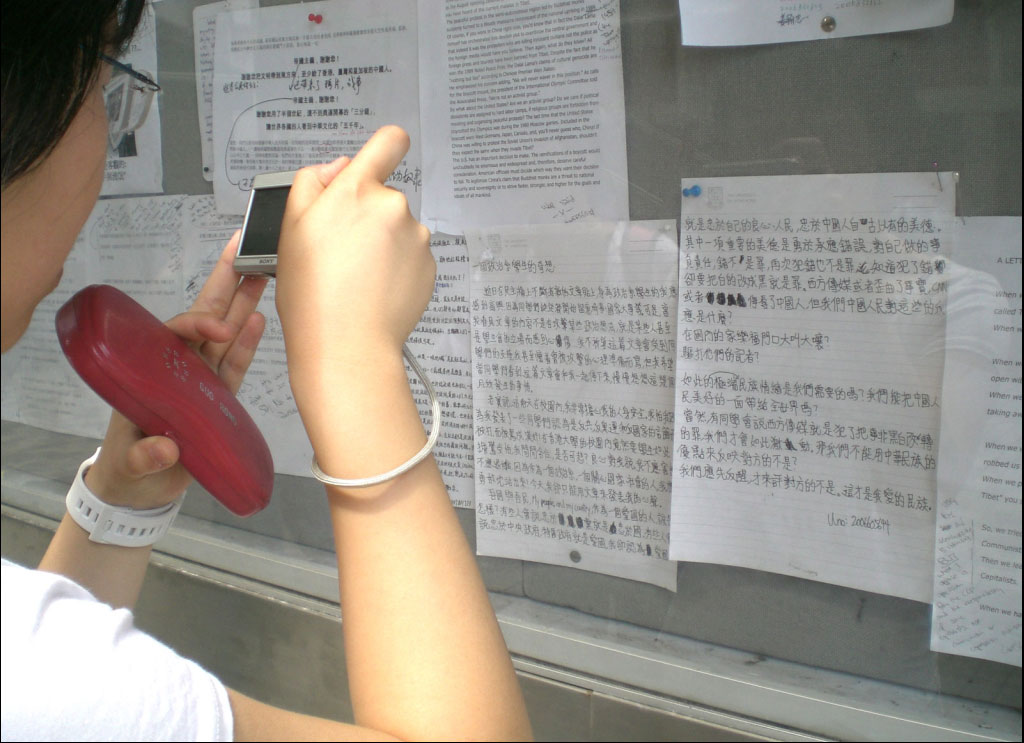
港大校園人們圍觀陳巧文兩頁發言

陳巧文（英語：Christina Chan Hau-man，1987年4月25日—），生於英屬香港，香港大學哲學系學士及哲學碩士研究生。在2008年夏季奧林匹克運動會香港區火炬接力期間，她高舉並展示雪山獅子旗，聲稱高舉有象征西藏獨立運動的雪山獅子旗並不是支持西藏獨立，而是支持由西藏人民決定西藏前途，此举被媒體追訪引起社會關注，其後她一直活躍於社會運動。2010年1月参与游行示威时，曾因袭警被捕及被控，但最終被東區裁判法院裁定罪名不成立。同年5月起，陳巧文開始淡出社會運動，並不再出現於公眾視線前，有指她在澳洲生活。近十年後，陳巧文於2020年1月起定期於英文媒體《香港自由新聞》上撰文評論時政。

## 事迹

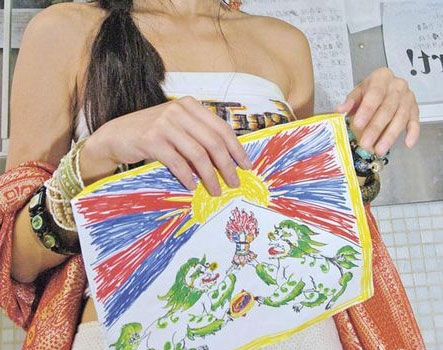
陳巧文的手繪雪山獅子旗

陳巧文原來的構思是自製手繪旗幟，後來朋友贈予她從網上拍賣而來的西藏旗幟。她多次稱，有代表西藏獨立建國的雪山獅子旗並不是支持西藏獨立，是支持西藏人民的人權和自由及西藏人民民族自決。
北京奧運香港區火炬接力當日，她聯同她的澳洲籍男朋友、民運人士劉山青以及五名港大學生在尖沙咀柏麗大道展示雪山獅子旗。無綫新聞在訪問陳巧文期間，主播及攝影師突然情緒激動對陳大聲質問「你究竟係唔係中國人嚟㗎？（粵語，書面語是：你究竟是不是中國人？）」，引起在場部份傳媒同行嘩然。
陳巧文在2008年6月13日被澳門當局拒絕入境。她表示，當日由尖沙嘴乘船前往澳門，約1時半在澳門過關時，被澳門當局人員帶入問話室，被扣查約20分鐘，其間自己曾多次詢問被拒入境原因及要求致電回港求助，但遭拒絕，而當局安排了4至5名制服人員看守她。她又指，雖然她拒絕簽署拒絕入境通知書，不過仍遭強行送上船折返香港。她指出，過去曾兩次往澳門轉飛機到其他國家旅行，完全沒有受阻，該次是她對西藏人權問題公開發表意見後首次離開香港。
澳門新聞局發言人表示，當局是根據《內部保安綱要法》第17條拒絕陳巧文入境。據澳門印務局資料顯示，該條例下有多項條文，其中包括「對依法被視為不受歡迎，或對內部保安的穩定構成威脅的非本地居民進入澳門特別行政區，或者將其驅逐出境」。
2008年北京奧運馬術比賽在香港舉行期間，陳於8月9日曾試圖在場內展示雪山獅子旗及示威，引起在場部份觀眾不滿，後被保安人員帶走。
據明珠台節目《明珠檔案》的報導，高登討論區懷疑涉及多項網上罪行，包括多次網上留言性騷擾陳巧文。
2009年陳巧文發起簽名運動，要求罷免在六四天安門事件20周年討論中為中共辯護的港大學生會會長陳一諤。結果獲得足夠簽名啟動罷免程序，並最終成功罷免陳一諤。同年陳巧文與永遠懷念塔可夫斯基合作，創作歌曲《聲援曾蔭權》，由永遠懷念塔可夫斯基作曲，編曲及監製，陳巧文填詞。
2010年1月1日，陳巧文參加遊行前往中聯辦門外示威，到達中聯辦對面西區警署位置時，涉嫌由上而下揮拳打向負責扶着鐵馬的女警右面一下，其後推倒鐵欄向中聯辦衝去。1月9日被警方重案組拘捕，其後被控襲警。
2010年8月11日，陳巧文襲警表證成立。同年9月3日，東區裁判法院裁定陳巧文襲警罪名不成立，她批評警方在證據不足之下仍提出控告是政治打壓。
2010年5月，陳巧文在博客撰文透露將淡出社會運動界，並獲網友留言支持，此後很少再受公眾和傳媒關注；有小道消息透露她當前在澳洲生活。
2020年1月12日，陳巧文於香港自由新聞撰寫支持反修例運動的文章，以自己過去參與社會運動經歷與現今情況比效，並以李小龍名句「Be Water」鼓勵香港人團結一致靈活抗爭。當中其作者簡介指出了她現為流亡海外（exiled）人士。

## 學歷
陳巧文小時就讀於九龍真光中學附屬小學，其後到英國留學，後來她的爸爸退休，所以她失去留學津貼，16歲時在英國完成中五後回港。因未能升讀預科，陳巧文在香港浸會大學攻讀一年副學士先修班，翌年再往香港城市大學升讀副學士；陳巧文當時成績名列前茅，成功入讀香港大學哲學系。2008年，她以一級榮譽在香港大學畢業，曾在香港大學修讀哲學系研究碩士課程。

## 個人生活
陳巧文從小便跟父母去六四燭光晚會，至小學六年級起到英國唸寄宿學校，中學生涯也在英國度過，2003年回流香港修讀副學士，回港後每年均參與七一遊行及六四燭光晚會，並曾參與梁國雄於2004年香港立法會選舉的助選團。
陳巧文成為公眾人物後，被各傳媒機構多次報導。有些報導指她「性格開放，私生活更是多姿多采」，網上更流傳未經其同意而盜用的Facebook私人照片。此外她也曾經擔任香港電台TeenPower主持及兼職模特兒。

## 延伸閱讀
- . 蘋果日報. 2015-04-23  [2015-06-13]. （原始内容存档于2015-06-14）.

## 外部連結
- 陳巧文的Blogger部落格